# Larry Kissell

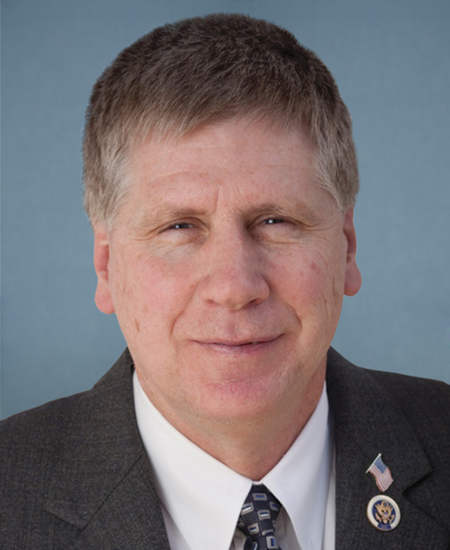
Larry Kissell

Lawrence Webb „Larry“ Kissell (* 31. Januar 1951 in Pinehurst, North Carolina) ist ein amerikanischer Politiker. Zwischen 2009 und 2013 vertrat er den Bundesstaat North Carolina im US-Repräsentantenhaus. Bei der Kongresswahl 2012 unterlag er seinem republikanischen Mitbewerber Richard Hudson.

## Werdegang
Larry Kissell besuchte bis 1969 die East Montgomery High School in Biscoe. Anschließend studierte er bis 1973 Wirtschaftslehre an der Wake Forest University in Winston-Salem. 27 Jahre lang arbeitete er in einer Strumpfwarenfabrik. Seit 2001 war er Lehrer für Sozialkunde an der East Montgomery High School.
Politisch schloss sich Kissell der Demokratischen Partei an. Im Jahr 2006 kandidierte er noch erfolglos für den Kongress. Bei den Kongresswahlen des Jahres 2008 wurde er dann im achten Wahlbezirk von North Carolina in das US-Repräsentantenhaus in Washington, D.C. gewählt, wo er am 3. Januar 2009 die Nachfolge von Robin Hayes antrat. Nach einer Wiederwahl bei den Wahlen des Jahres 2010 – er setzte sich mit 53 Prozent der Stimmen gegen den Republikaner Harold Johnson durch – verlor er die Wahl 2012; sein Mandat endete mit dem Amtsantritt seines republikanischen Nachfolgers Richard Hudson am 3. Januar 2013. Kissell war Mitglied im Landwirtschaftsausschuss und im Streitkräfteausschuss sowie in drei Unterausschüssen.
Er ist verheiratet und lebt privat in Biscoe.